# Kfar Shmaryahu
Kfar Shmaryahu (in ebraico כְּפַר שְׁמֵרְיָהוּ‎?, in arabo كفر شمرياهو‎?) è un consiglio locale di Israele, nel distretto di Tel Aviv.

## Storia
Kfar Shmaryahu fu fondata nel maggio 1937 durante la Quinta Aliyah. I membri fondatori erano immigrati ebrei tedeschi, che chiamarono il villaggio in onore di Shmaryahu Levin (1867-1935), un leader sionista ebreo nato in Russia. Il villaggio fu fondato come comunità agricola, con quaranta fattorie, trenta fattorie ausiliarie e venti lotti per progetti abitativi. Fu scavato un pozzo e fu costruita anche una sinagoga che divenne il centro della vita della comunità. Alla fine del 1938, 60 famiglie vivevano lì e la lingua predominante era il tedesco. Durante gli anni seguenti la città assorbì nuovi immigrati. Nel 1950 è stato dichiarato consiglio locale e gli sono stati concessi altri terreni.